# Acer x boscii
Acer x boscii é uma espécie de árvore do gênero Acer, pertencente à família Aceraceae.